# Harvard Lampoon
 (juin 2022).
Si vous disposez d'ouvrages ou d'articles de référence ou si vous connaissez des sites web de qualité traitant du thème abordé ici, merci de compléter l'article en donnant les références utiles à sa vérifiabilité et en les liant à la section « Notes et références ».
Le Harvard Lampoon est un magazine humoristique et sarcastique fondé par sept étudiants de l'université Harvard. Il s'agit du deuxième périodique humoristique du monde, après le Yale Record (en), publié à Yale[En quoi ?]. Il compta parmi ses contributeurs John Updike, William Randolph Hearst et Conan O'Brien.

## Histoire

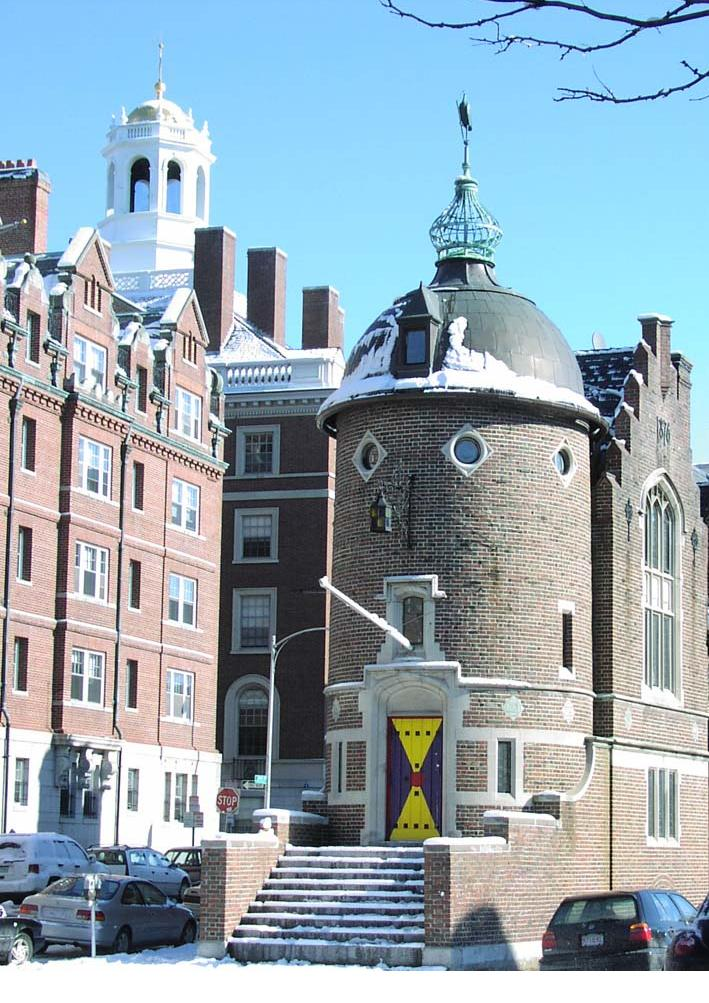
Le Harvard Lampoon Building (ou Lampoon Castle).

Le premier numéro du Harvard Lampoon est publié en février 1876. Sept étudiants de l'Université Harvard sont à l'origine de sa création, prenant le périodique anglais Punch comme modèle. À propos de ce numéro, John Tyler Wheelwright, le fondateur du Harvard Lampoon, écrira : « Notre succès fut immédiat ; la première édition de douze mille magazines fut vendue en un éclair ».
Les numéros du Lampoon qui suivent mettent en avant des illustrations satiriques ainsi que les aventures extravagantes de « Jester », la mascotte du magazine. Avant le début du XIXe siècle, des rédacteurs du Lampoon écrivent plusieurs blagues, qui demeurent parmi les bases de la comédie : « — Have you taken a bath ? — No, is one missing ? » (« — Avez-vous pris un bain ? — Non, il en manque un ? ») et « Barber : — Have a hair cut, sir? Gentleman : — Thank you, thought of having several of them cut. » (a hair cut est un cheveu coupé ; a haircut, une coupe de cheveux). Puis le magazine se met à pasticher d'autres revues célèbres, à commencer par Life en 1896. Mais depuis le début, le magazine puise ses blagues dans les lignes de son grand rival, le journal The Harvard Crimson.
Le Lampoon publie cinq numéros par an. En 2006, le Lampoon commence à publier régulièrement des contenus sur son site Web, notamment des articles du magazine et du contenu Web.

## Géographie
Le Harvard Lampoon a son siège à quelques rues de Harvard Square et de son grand rival le Crimson, 44 Bow Street. Il a été classé par le magazine Complex comme le cinquième bâtiment le plus phallique au monde.
Son château est très particulier de par sa porte bleue, jaune et rouge, et de par l'« Ibis Sacré », qui trône sur son toit (l'Ibis Sacré fut volé en 1953 par le Crimson, qui le vendit à un diplomate russe en visite aux Nations unies ; le Lampoon l'a toutefois récupéré).

## Publications
Le Harvard Lampoon est le deuxième plus ancien magazine d'humour encore en activité (après Nebelspalter) et le plus ancien magazine humoristique universitaire encore publié.
Il publie des parodies de livres, telles que :
- Lord of the Ringards, parodie du Seigneur des anneaux (Bored of the Rings, 1969) ;
- Imitation, parodie de Twilight (Nightlight : a parody, 2009 ; Paris : Castelmore, 2010, 158 p.) ;
- Hamburger Games, parodie de Hunger Games (Paris : Castelmore, février 2012, 176 p.).

Il produit également des livres d'humour occasionnels (le plus connu étant la parodie Bored of the Rings publiée en 1969) et des parodies de magazines nationaux tels que Entertainment Weekly et Sports Illustrated. Une grande partie du capital de l'organisation est fourni par la concession du nom "Lampoon" au National Lampoon, entreprise initiée par les diplômés de Harvard Lampoon en 1970.